# Dreieck Bad Dürrheim
De Dreieck Bad Dürrheim ligt in de Duitse deelstaat Baden-Württemberg.
Op dit halve sterknooppunt ten zuidoosten van het dorp Bad Dürrheim sluit de A864 vanuit Donaueschingen aan op de A81 (Stuttgart-Singen).

## Richtingen knooppunt
| Aansluitende wegen                                                     | Aansluitende wegen | Aansluitende wegen            | Aansluitende wegen | Aansluitende wegen |
| ---------------------------------------------------------------------- | ------------------ | ----------------------------- | ------------------ | ------------------ |
|                                                                        |                    | richting Tuningen / Stuttgart |                    |                    |
|                                                                        |                    |                               |                    |                    |
| richting Villingen-Schwenningen Donaueschingen Bad Dürrheim / Freiburg |                    |                               |                    |                    |
|                                                                        |                    |                               |                    |                    |
|                                                                        |                    | richting Geisingen / Singen   |                    |                    |